# Bentheledone
Genre
Bentheledone est un genre de mollusques de l'ordre des octopodes (les octopodes sont des mollusques à huit pieds et sont communément appelés pieuvres), et de la famille des Octopodidae.

## Liste des espèces
Selon World Register of Marine Species (28 janvier 2016) et ITIS (28 janvier 2016) :
- Bentheledone albida (Berry, 1917)
- Bentheledone rotunda (Hoyle, 1885)